# ポール・ロビンソン (1978年12月生のサッカー選手)
ポール・ピーター・ロビンソン（Paul Peter Robinson、1978年12月14日 - ）は、イングランド・ワトフォード出身の元プロサッカー選手。現役時代のポジションは、ディフェンダー。

## 経歴

### クラブ
2012年9月、MLSのトロントFCのトレーニングに参加した後、チャンピオンシップのバーミンガム・シティFCに1ヶ月間の短期契約で加入。4試合に出場した後、契約を1ヶ月延長し、さらに負傷者が出たため2ヶ月延長。最終的にシーズン終了まで契約が延長され、全公式戦合計37試合に出場した。
2013–14シーズン、改めて延長オプション付きの単年契約を結び、併せてチームのキャプテンに任命された。
2018年2月、2017-18シーズン限りでの現役引退を宣言した。

## タイトル
個人
- FLC年間ベストイレブン: 2007-08